# Нагайка

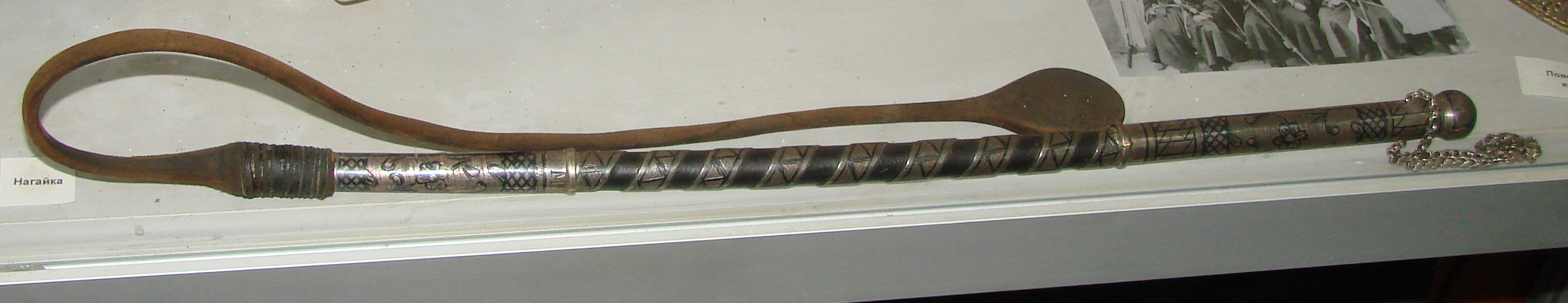
нагайка

Нагайка або ногайка (по-ногайськи батіг називається камші або камча) — засіб управління конем, що являє собою короткий ремінний батіг, сплетений або пошитий з декількох ремінців і поступово звужується до кінця в більшості випадків. На кінці нагайки робилося «плескало», шкіряна плоска нашивка. Воно призначалося для того, щоб не травмувати шкуру коня відносно тонким кінчиком батога при сильному ударі. Іноді замість плескала кінчик батога розплітався на кілька тонких шнурків з тією ж метою — розсіяти енергію удару, щоб не травмувати шкуру коня. У деяких видах нагайок, наприклад калмицьких «малюків» і «ташмг», сама ударна частина батога майже не гнеться і є дуже туго рівномірно сплетеним джгутом.
Нагайка часом може бути гнучкою нелетальною ударною зброєю. Нагайки використовувалася козаками для розгону демонстрантів, і для здійснення шмагання як виду покарання.

## Етмологія
У російській та українській лексиці, а саме в термінології козачої військової атрибутики, засвоєній від народності ногайців, це короткий і важкий ремінний батіг, який використовувався як знаряддя управління конем, став називатися «нагайка», Наприклад, як козачий верхній каптан або чекмень «черкеска» від народності черкесів, танець «лезгінка» від народності лезгін тощо. Самі ногайці батіг так не називають, по-ногайськи і по-казахськи батіг називається камші, а в киргизькій (родинній до ногайської) мові батіг називається камчі.

## Опис
Нагайка найчастіше виготовлялася шляхом щільного сплетення шкіряних ремінців, з мішечком на кінці. У мішечок («плескало») іноді вкладався вантаж. Один з різновидів батогів у калмиків, «ташмг», виготовлявся не шляхом переплетення вузьких шкіряних ремінців, а шляхом прошивки кількох відносно широких смуг із сиром'ятної шкіри тонким шкіряним шнурком-ниткою. Замість ляскала нагайка могла мати кілька кінчиків для тієї ж мети: розсіяти зайву енергію кінчика батоги, який самотужки міг розірвати шкуру коня при надмірно сильному ударі. Іноді в плескалі з ухарства (задерикувато-молодецької поведінки) вшивали свинцевий обтяжувач або кулю. У цьому випадку нагайкою треба було користуватися обережніше, бо сила впливу обтяженого кінчика, природно, зростала.

### Донська нагайка
Донська нагайка має кільце (металеве або ремінне) на кінці держака, до якого прикріплюється батіг.

### Колмицька нагайка
Батоги різних родових калмицьких кланів мали конструктивні відмінності. Зазвичай у всіх калмицьких батогів гнучка шкіряна частина намотувалась на держак збоку. Деякі калмицькі батоги мали рівний, майже не гнучкий шкіряний хлист. Калмицький батіг «маля́» був найближчим за конструкцією до донської нагаї і відрізнялася часто лише способом кріплення до держака. Калмицька батіг «ташмг» мав особливу відмінність: шкіряний батіг не сплівався, а виготовлявся шляхом прошивки кількох шарів широких смужок сиром'ятної шкіри тоншим ремінцем. Калмики майстерно використовували нагаї для кінного полювання на вовка та зайця, а також проти злодіїв.

### Кубанська нагайка
У кубанської нагаї відносно коротка рукоятка обплетена шкірою, що плавно переходить у плетіння власне батога.

## Галерея

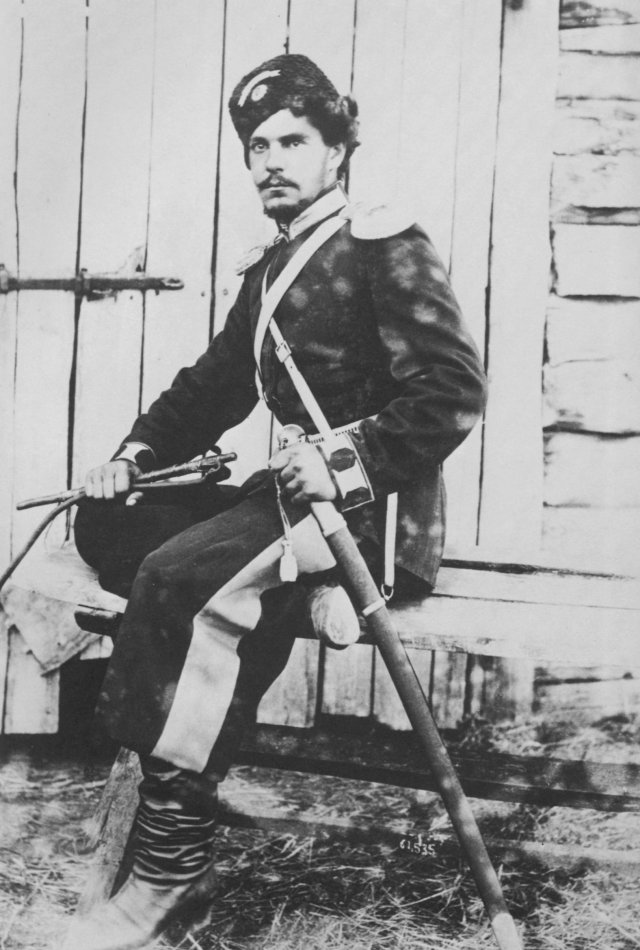
Оренбурський козак з нагайкою в руці

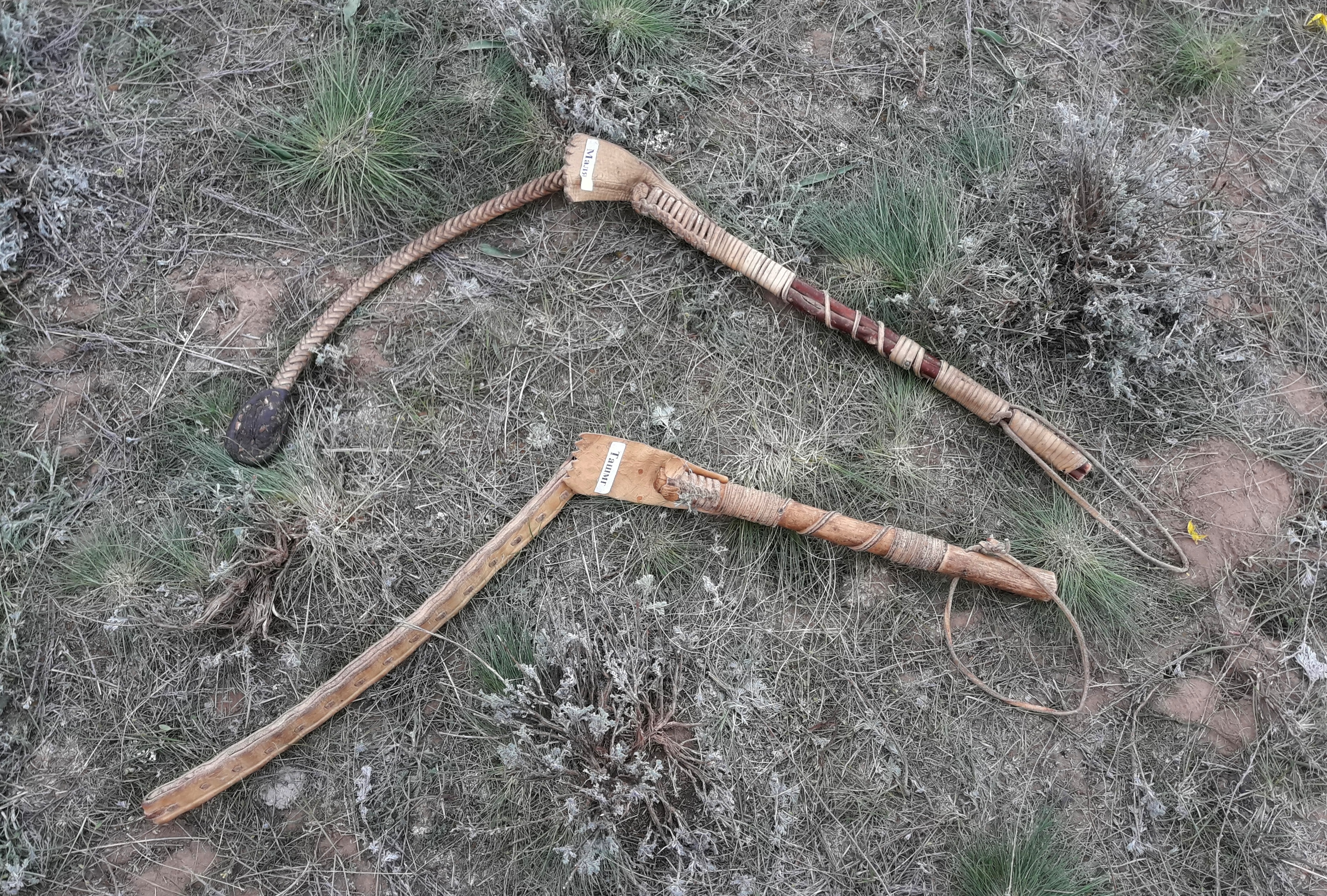
Калмицькі батоги «маля» та «ташмг»